# Pfarrkirche Mauerbach

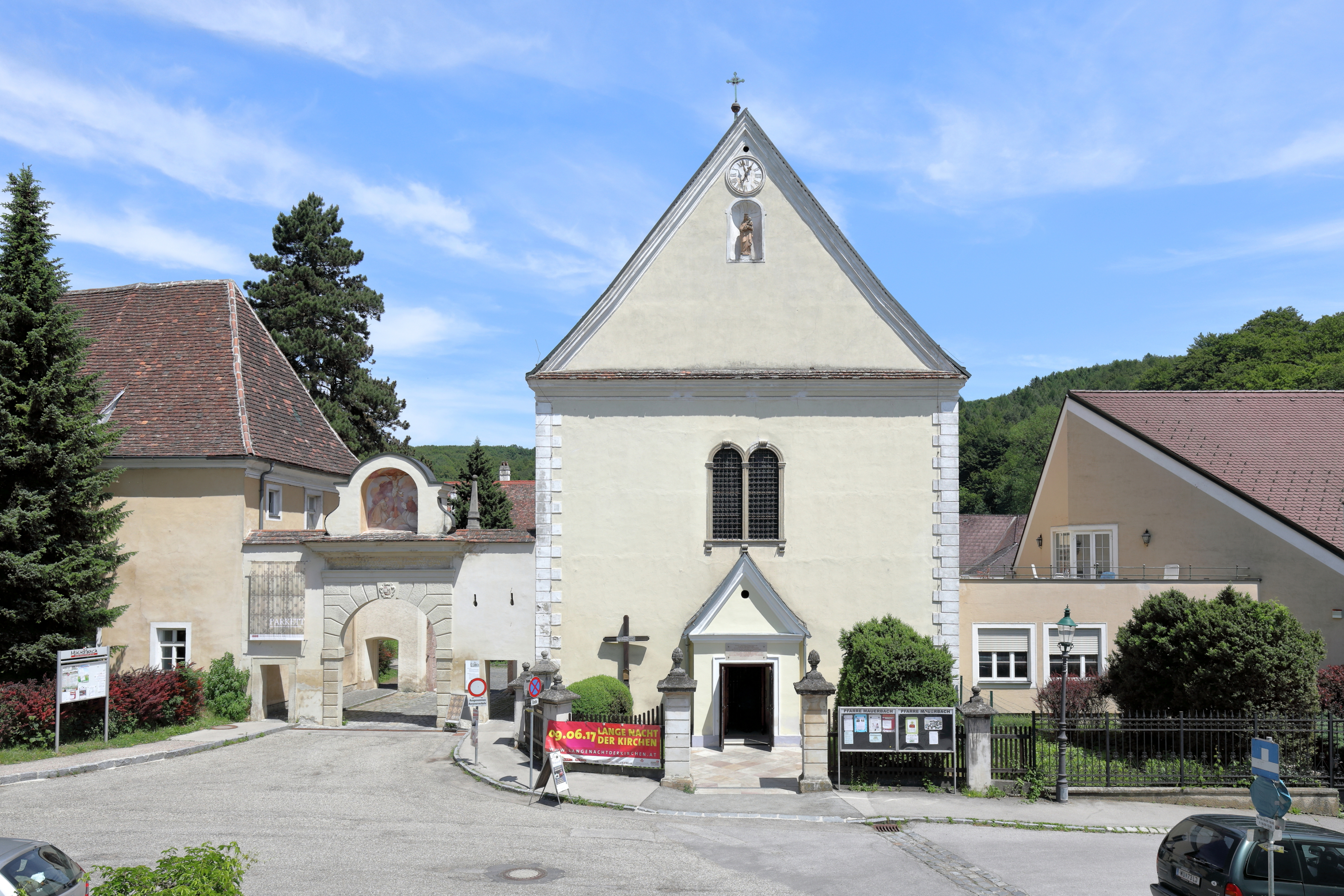
Katholische Pfarrkirche Mariä Himmelfahrt in Mauerbach

Die römisch-katholische Pfarrkirche Mauerbach steht als sogenannte Pfortenkirche neben der Pforte der ehemaligen Kartause Mauerbach in der Marktgemeinde Mauerbach im Bezirk St. Pölten-Land in Niederösterreich. Die dem Patrozinium Mariä Himmelfahrt unterstellte Pfarrkirche gehört zum Dekanat Purkersdorf im Vikariat Unter dem Wienerwald der Erzdiözese Wien. Die ehemalige Marienkapelle der Kartause steht unter Denkmalschutz (Listeneintrag).

## Geschichte
Die ursprüngliche Pfarrkirche Allerheiligen auf dem Allerheiligenberg neben der ehemaligen Burg wurde vor 1316 erbaut, 1668 durch einen Neubau ersetzt und 1789 abgebrochen.
Es wurde ein Vorgängerbau von 1317 als Mönchsspitalkirche S. Maria ad piscinas gegründet vom Hofkaplan Gerlach von Traiskirchen angenommen.
Der Wandpfeilerbau wurde unter Prior Jodocus Schubert erbaut und 1645 geweiht. Im Ende des 17. Jahrhunderts und um 1720/1725 wurde die Kirche neu ausgestattet und neu eingerichtet. Restaurierungen waren 1936, 1967 und 1991 innen.

## Architektur
Die Pfortenkirche steht östlich neben der Pforte der Kartause mit dem Portal zur Straße, da sie für die Besucher und Knechtfamilien der Kartause bestimmt ist.
Der kleine hoch proportionierte kubisch geschlossene Kirchenbau über einem rechteckigen Grundriss – nach einem Langhaus einen Gang, die Sakristei und das Oratorium umschließend – hat ein Satteldach mit einem barocken Dachstuhl und trägt einen schlichten Dachreiter. Die Fassadengliederung zeigt gekuppelte Rundbogenfenster und Ortsteinquaderung, an der Südseite einen ausgeschiedenen Giebel mit Nische mit einer neugotischen Statue Maria mit Kind; über der Nische befindet sich ein Uhrblatt. Die Kirche hat einen kleinen Portalvorbau aus dem 20. Jahrhundert.
Es gibt einen eingegrenzten Vorgarten mit einem Staketenzaun zwischen Pfeilern mit Kugel- und Pinienzapfen-Aufsatz aus dem Anfang des 18. Jahrhunderts. Im Garten befinden sich zwei renaissanceartige Podeste, eines reliefiert mit Beschlagwerk und Löwenkopf aus der Zeit nach 1600.
Das Kircheninnere zeigt einen ungewöhnlich kurzen zweijochigen Wandpfeilerraum mit Stichkappengewölbe, wobei die mittleren Wandpfeiler das Langhaus stark einschnüren, die hinteren Anräume haben kurze Tonnengewölbe. Die nördliche Altarwand ist gerade geschlossen, bildet aber auf Grund der angedeuteten seitlichen Wandpfeiler eine seichte Nische. Nördlich des Kirchenraums befindet sich ein breiter als Kapelle genutzter Gang unter einer Stichkappentonne, der Zugang erfolgt über die barocken Opfergangsportale des Hochaltares und westlich durch eine barocke Tür aus dem ersten Viertel des 18. Jahrhunderts. Die nördlich angrenzende Sakristei hat ein Kreuzgratgewölbe und eine Wendeltreppe zum stichkappengewölbten Oratorium im Obergeschoß.

## Ausstattung
Die Gewölbe und Fensterlaibungen zeigen Bandlstuckwerk um 1720 und gleichzeitige Gewölbemalereien in geschwungenen Felderrahmungen mit Szenen aus dem Marienleben, in der Mitte farbig, die übrigen Malereien monochrom blau oder rosa.
Die Empore aus der Zeit um 1720/1725 auf marmorierten Säulen hat eine Brüstung mit Felderdekor mittig vortretend mit Rankendekor und musizierenden Engeln.
Über der Portaltür in der Gangkapelle befindet sich ein Fenster mit der Glasmalerei Taufe Christi 1962.

## Einrichtung
Der monumentale, die nördliche Altarnische ausfüllende Hochaltar aus der Zeit um 1722 entstand wohl nach einem Entwurf von Bildhauer und Baumeister Matthias Steinl. Das flache mehrachsige Retabel hat vorschwingende Säulen und seitlich Engelspilaster. Das von Engeln getragene Altarbild Maria Himmelfahrt malte Johann Georg Schmidt kurz nach 1720. Der Hochaltar trägt die Statuen der Heiligen Joachim und Anna über den Opfergangsportalen, im Auszug in einem Strahlenkranz die Gruppe Heilige Dreifaltigkeit. Der barocke Tabernakel um 1720 trägt einen erneuerten Aufsatz.
Die Seitenaltäre vor den einschnürenden Wandpfeilern entstanden um 1700 als marmorierte Retabel mit Säulen und Auszug, Dekor und Engel und Putten sowie mit Umrahmungen der Vorsatzbilder. Die Altäre zeigen links die Vorsatzbilder eines Heiligen in Mönchskleidung ohne Attribut und rechts die hl. Maria wohl nach einem Entwurf von Matthias Steinl 1720/1725, die Altarbilder links hl. Anna Selbdritt und rechts Heiliger Wandel aus dem Ende des 17. Jahrhunderts und im Auszug Engelbilder.
Die Kanzel wohl nach einem Entwurf von Matthias Steinl um 1720/1725 trägt am Korb die Figuren der Vier Evangelisten und am Schalldeckel die Vier Kirchenväter und Maria Immaculata.
Die Orgel ist am Positiv mit Johann M. Kauffmann 1904 bezeichnet, die historistischen Orgelkästen stehen beidseits des Südfensters. Eine große Glocke nennt Franz Scheichel 1743.